# Marcus Timmons
Marcus Timmons (ur. 13 października 1971) – amerykański koszykarz, występujący na pozycji niskiego skrzydłowego.
W 1991 roku otrzymał tytuł Mr. Show-Me Basketball, przyznawany najlepszemu zawodnikowi szkół średnich stanu Missouri.
W 1995 roku został wybrany w drugiej rundzie draftu do ligi CBA z numerem 19 ogólnej listy przez zespół Yakima Sun Kings.
Jest wujem zawodnika Washington Wizards – Otto Portera.

## Osiągnięcia
NCAA
- 3-krotny uczestnik turnieju NCAA (1993–1995)[3]
- Obrońca Roku Konferencji MVC (1995)[3]
- Zaliczony do składów[3]:
  - All-MVC First-Team (1995)
- Wybrany do[3]:
  - Galerii Sław Sportu Saluki
  - Southern Illinois University Basketball All Century Team (2014)

Drużynowe
- Mistrz:
  - Australii (1997, 2000)
  - Łotwy (1997)
- Zdobywca Pucharu:
  - All-Filipino (1998)
  - Makati Mayor's (1997)

Indywidualne
- MVP:
  - meczu gwiazd Polska - Gwiazdy PLK (1999)[4]
  - finałów mistrzostw Australii (2000 – NBL)[5]
- Uczestnik meczu gwiazd Polska - Gwiazdy PLK (1999)[4]